# نصير أباد (فامنين)
نصير أباد (بالفارسية: نصیرآباد) هي قرية تقع في Khorram Dasht Rural District في إيران. يقدر عدد سكانها بـ 1,013 نسمة.